# Zamira Amirova
Zamira Amirova (russisch Замира Шамилиевна Амирова, Samira Schamiljewna Amirowa; * 11. Juni 1979 in Taschkent, UsSSR, Sowjetunion) ist eine ehemalige usbekische Leichtathletin, die im Sprint und Mittelstreckenlauf an den Start ging.

## Sportliche Laufbahn
Erste Erfahrungen bei internationalen Meisterschaften sammelte Zamira Amirova vermutlich bei den Crosslauf-Weltmeisterschaften 2000 in Vilamoura, bei denen sie nach 16:05 min auf den  114. Platz im Kurzrennen gelangte. Ende September nahm sie mit der usbekischen 4-mal-400-Meter-Staffel an den Olympischen Sommerspielen in Sydney teil und schied dort mit 3:43,96 min in der ersten Runde aus. Im Jahr darauf wurde sie bei den Crosslauf-Weltmeisterschaften in Ostende nach 19:08 min 105. im Kurzrennen und bei den Crosslauf-Weltmeisterschaften 2002 in Dublin erreichte sie den 104. Platz im Kurzrennen und wurde in 33:56 min 77. über die Langdistanz. Im August gewann sie bei den Asienmeisterschaften in Colombo in 53,87 s die Silbermedaille im 400-Meter-Lauf hinter der Kasachin Tatjana Roslanowa und über 800 Meter gewann sie in 2:04,48 min die Bronzemedaille hinter der Japanerin Miho Satō und Tatjana Borissowa aus Kirgisistan. Daraufhin gewann sie bei den Asienspielen in Busan in 2:05,05 min ebenfalls die Bronzemedaille im 800-Meter-Lauf und musste sich damit nur den Inderinnen K. M. Beenamol und Madhuri Singh geschlagen geben. Zuvor wurde sie beim IAAF World Cup in Madrid in 3:37,18 min Achte in der 4-mal-400-Meter-Staffel. Bei den Crosslauf-Weltmeisterschaften 2003 in Lausanne lief sie nach 15:30 min auf dem 93. Platz im Kurzrennen ein und im September schied sie bei den Asienmeisterschaften in Manila mit 55,65 s im Vorlauf über 400 Meter aus. Zudem gewann sie über 800 Meter in 2:02,84 min die Bronzemedaille hinter Yin Yin Khine aus Myanmar und Tatjana Roslanowa aus Kasachstan. Daraufhin gewann sie bei den Zentralasienspielen in Duschanbe in 2:06,07 min die Silbermedaille hinter Roslanowa, ehe sie bei den Afro-Asiatischen Spielen in Hyderabad in 2:09,00 min den siebten Platz belegte. Im Jahr darauf schied sie bei den erstmals ausgetragenen Hallenasienmeisterschaften in Teheran mit 58,16 s im Vorlauf über 400 Meter aus und im August schied sie bei den Olympischen Sommerspielen in Athen mit 54,43 s ebenfalls in der ersten Runde aus.
2005 gewann sie bei den Asienmeisterschaften in Incheon in 2:04,22 min die Silbermedaille über 800 Meter hinter der Japanerin Miho Satō. Im Jahr darauf siegte sie in 2:07,01 min bei den Hallenasienmeisterschaften in Pattaya über 800 Meter und im Dezember gewann sie bei den Asienspielen in Doha in 2:03,56 min die Bronzemedaille hinter der Bahrainerin Maryam Yusuf Jamal sowie Wiktorija Jalowzewa aus Kasachstan. Sie bestritt noch bis 2012 Wettkämpfe auf kontinentaler und nationaler Ebene, konnte sich aber für keine Meisterschaften mehr qualifizieren. Mit 33 Jahren beendete sie dann ihre aktive sportliche Karriere.
2005 wurde Amirova usbekische Meisterin im 800-Meter-Lauf.

## Persönliche Bestzeiten
- 400 Meter: 52,14 s, 15. Juni 2002 in Bischkek
  - 400 Meter (Halle): 54,03 s, 1. März 2005 in Tianjin
- 800 Meter: 2:02,30 min, 7. Juni 2002 in Taschkent
  - 800 Meter (Halle): 2:06,00 min, 3. März 2002 in Tianjin